# 諮議局
諮議局（しぎきょく、中国語: 諮議局）は、清の地方議会である。

## 概要
清朝末期の近代化改革の中で、中央の議会である資政院に先立って開設された省に置かれた地方議会即ち「省議会」である。
1909年3月に各省で議員の選出が開始され、10月14日には新疆省を除くすべての省で議員の選出が完了して諮議局が開設された。
総議員数は1,670人に及んだ。